# Theodosius Dobzhansky

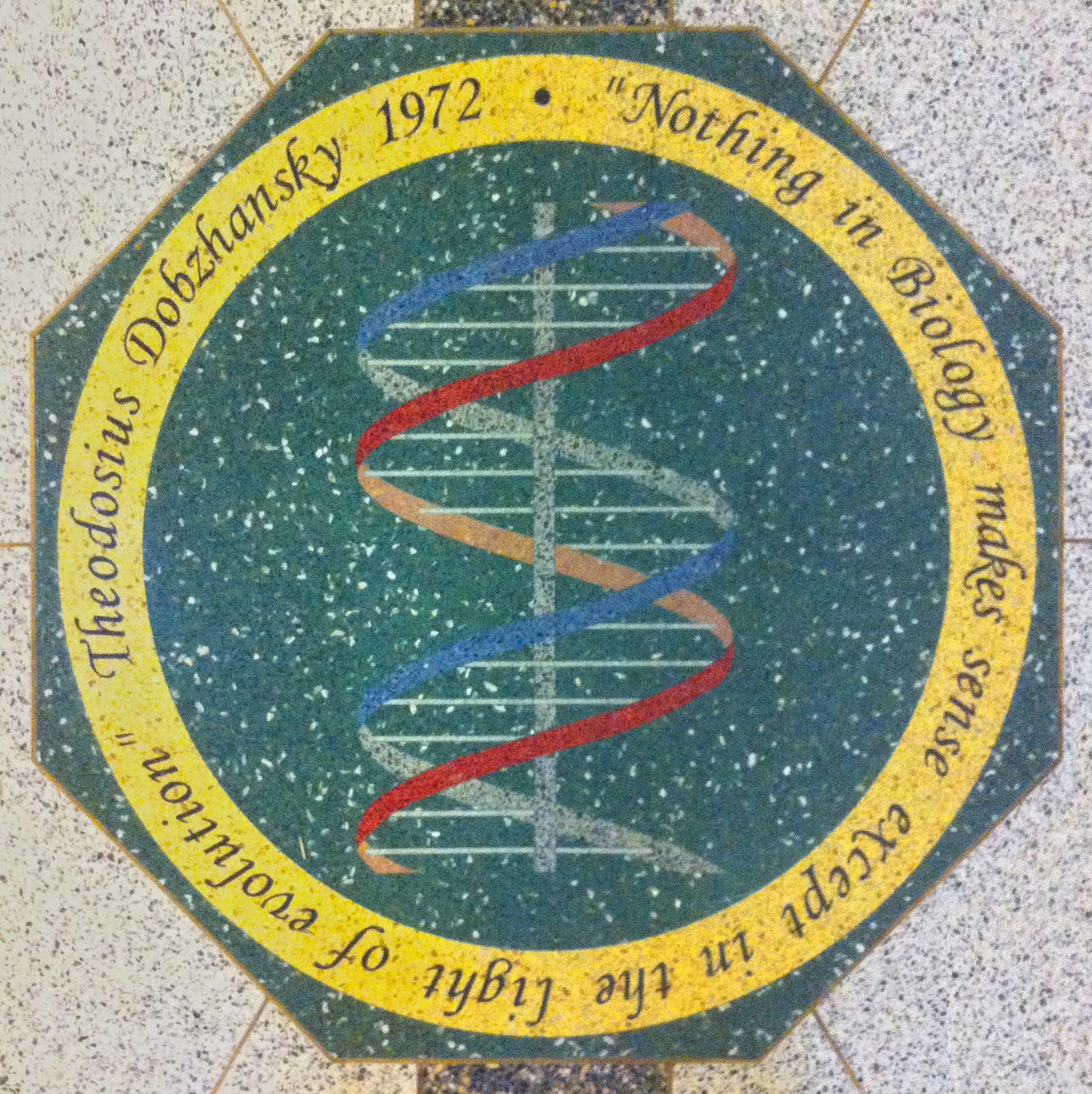
Mosaico en el suelo del Jordan Hall of Science de la Universidad de Notre Dame, con la leyenda «"Nothing in Biology makes sense except in the light of evolution" Theodosius Dobzhansky 1972»

Feodosi Grigórievich Dobzhanski (en ruso: Феодо́сий Григо́рьевич Добржа́нский; 25 de enero de 1900 – 18 de diciembre de 1975), también conocido como Theodosius Dobzhansky, fue un destacado genetista y biólogo evolutivo ruso-estadounidense y una figura central en el campo de la biología evolutiva por su trabajo en la configuración de la síntesis evolutiva moderna. Dobzhanski nació en Nemýriv, en el Imperio ruso (actual Ucrania) y emigró a los Estados Unidos en 1927, a los veintisiete años. Era bisnieto del escritor ruso Fiódor Dostoyevski.
Sus estudios en genética de poblaciones, realizados fundamentalmente con la mosca de la fruta (Drosophila melanogaster), le sirvieron para enunciar su famosa frase: "Nada tiene sentido en biología si no es a la luz de la evolución".

## Vida
Theodosius Dobzhansky nació en Nemýriv, Ucrania, entonces parte del Imperio ruso, el 25 de enero de 1900. Era el hijo único de sus padres. Su padre era profesor de Matemáticas en una escuela. Nemýriv era un lugar pequeño a doscientos kilómetros al sureste de Kiev. En 1910 la familia se trasladó a las afueras de Kiev. Allí Theodosius Dobzhansky vivió la Primera Guerra Mundial y la Revolución de Octubre. Eran años difíciles para la familia, incluso a veces sufrían hambre. En el invierno de 1915/1916 Theodosius Dobzhansky conoció a un entomólogo quien le persuadió de dejar a coleccionar a mariposas, una afición que había tenido durante los primeros años en la escuela secundaria, y especializarse. Dobzhansky decidió dedicarse al estudio de las mariquitas. Su primer artículo científico, que se publicó en 1918, trató de estos escarabajos.
Theodosius Dobzhansky estudió Biología en la Universidad de Kiev de 1917 a 1921. Ya antes de que se graduara, trabajó como profesor de Zoología en el Instituto Politécnico en Kiev. Tenía este trabajo hasta 1924 y a continuación se convirtió en asistente de Yuri Filipchenko, jefe del nuevo Departamento de Genética de la Universidad de Leningrado. Filipchenko trabajó con moscas del género Drosophila y animó a Dobzhansky a llevar a cabo investigaciones en genética.
En diciembre de 1927 Dobzhansky llegó a la ciudad de Nueva York y empezó a trabajar con Thomas Hunt Morgan en la Universidad de Columbia. Junto con Morgan pasó al Instituto Tecnológico de California en 1928. Allí fue nombrado assistant professor de Genética en 1929 y catedrático de Genética en 1936. En 1937 publicó su síntesis de la teoría de la evolución de las especies por la selección natural de Charles Darwin y la teoría genética de Gregor Mendel. El mismo año se convirtió en ciudadano estadounidense.
En 1940 regresó a la Universidad de Columbia, trabajando como catedrático de Zoología hasta 1962. Este año empezó a trabajar como catedrático en el Instituto Rockefeller (ahora la Universidad Rockefeller), también en la ciudad de Nueva York. En 1970 Theodosius Dobzhansky se convirtió en emérito de la Universidad Rockefeller. Desde septiembre de 1971 hasta su muerte trabajó como adjunct professor en el Departamento de Genética de la Universidad de California.
Durante su vida Dobzhansky escribió casi seiscientos títulos, incluyendo doce libros, y tenía más de treinta doctorandos. Habló seis idiomas y trabajó durante largos períodos en instituciones académicas extranjeras, por ejemplo en Brasil, Chile y Egipto. Se declaró en contra de que se usara la biología para justificar el racismo.

### Vida privada
El 8 de agosto de 1924 Dobzhansky se casó con Natalia Petrovna Sivertzev, una geneticista. Su mujer murió en 1969. Tuvieron una hija.

## Obra

### Libros
- 1937 Genetics and the origin of species. Columbia University Press, New York. (2.ª ed. 1941; 3.ª ed. 1951)
- 1954. The biological basis of human freedom
- Con Dunn, L. C. 1946. Heredity, race, & society. The New American Library of World Literature, Inc., NY
- 1955. Evolution, genetics, & man. Wiley & Sons, New York
- 1962. Mankind evolving. Yale University Press, New Haven, Connecticut
- 1967. The biology of ultimate concern. New American Library, New York
- 1970. Genetics of the evolutionary process. Columbia University Press, New York
- 1973. Genetic diversity & human equality
- Con F.J. Ayala, G.L. Stebbins y J.W. Valentine. 1977. Evolution. W.H. Freeman, San Francisco
- 1981. R.C. Lewontin, J.A. Moore, W.B. Provine y B. Wallace (eds.) Dobzhansky's Genetics of Natural Populations I-XLIII. Columbia University Press, NY. (colección de 43 artículos)
- F. J. Ayala, T. G. Dobzhansky, ed. (1974). Studies in the Philosophy of Biology: Reduction and Related Problems. University of California Press. ISBN 9780520026490.

### Artículos
- 1973. «Nothing in biology makes sense except in the light of evolution». The American Biology Teacher, 35: (marzo): 125-129.
- Con O. Pavlovsky. 1957. «An experimental study of interaction between genetic drift and natural selection». Evolution, 11: 311-319.

### Ediciones en castellano
- Dobzhansky, Theodosius (1978). Diversidad genética e igualdad humana. Editorial Labor. ISBN 978-84-335-2416-4.
- Dobzhansky, Theodosius; Ayala, F. J.; Stebbins, G. L. y Valentine, J. W. (1979). Evolución. Ediciones Omega. ISBN 978-84-282-0568-9.
- Ayala, Francisco J.; Dobzhansky, Theodosius (1983). Estudios sobre la filosofía de la biología. Editorial Ariel. ISBN 978-84-344-8008-7.
- Dobzhansky, Theodosius (1997). Genética y el origen de las especies. Círculo de Lectores. ISBN 978-84-226-5641-8.

## Abreviatura (zoología)
La abreviatura Dobzhansky  se emplea para indicar a Theodosius Dobzhansky como autoridad en la descripción y taxonomía en zoología.